# Phytoseius cotini
Phytoseius cotini är en spindeldjursart som beskrevs av Wang och Xu 1985. Phytoseius cotini ingår i släktet Phytoseius och familjen Phytoseiidae. Inga underarter finns listade i Catalogue of Life.